# Yardstick

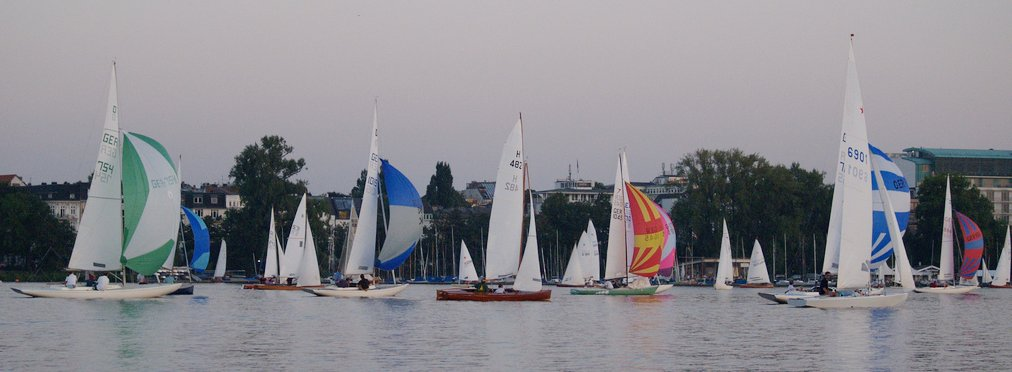
Regattafeld mit verschiedenen Bootsklassen, wie z. B. Drachen, Laser, Dyas, Star beim Hamburger Segel-Club (HSC)

Yardstick (nach Yard-Stock, aus dem engl. abgeleitet von Elle) ist ein auf den Engländer Zillwood Milledge zurückgehendes Berechnungssystem für Segelregatten, das es erlaubt, Jollen oder Yachten unterschiedlicher Bauform in einer Regatta gegeneinander antreten zu lassen. Jeder Bootsklasse wird dabei eine empirisch ermittelte Yardstickzahl zugeordnet, die die Leistungsfähigkeit des Boots widerspiegelt. Bei einer Regatta wird dann für alle Teilnehmer die gesegelte Zeit gemessen und mit der Yardstickzahl nach folgender Formel umgerechnet:
{\displaystyle \mathrm {Berechnete\;Yardstickzeit} ={\frac {\mathrm {Gesegelte\;Zeit\;in\;Sekunden} \cdot 100}{\mathrm {Yardstickzahl} }}}
Beispiel: Ein Korsar hat die Yardstickzahl 103, eine VB-Jolle (Volksboot) hat die Yardstickzahl 122. Benötigt die VB-Jolle 60 Minuten bis ins Ziel, so muss der Korsar nach 50 Minuten im Ziel sein, um vor dem Volksboot platziert zu werden.
Je kleiner also die Yardstickzahl einer Bootsklasse ist, desto schneller sind die Boote dieser Klasse. Auch in einer Yardstick-Regatta wird häufig ein Preis für das „First Ship Home“ vergeben, also dasjenige Schiff, das tatsächlich als erstes über die Ziellinie fährt.
Eine Liste der allgemeinen deutschen Yardstickzahlen sowie revierbezogene Yardstickzahlen veröffentlicht die Kreuzer-Abteilung des Deutschen Segler-Verbandes.
Vergleichbare Erkenntnisse oder weitere in Deutschland nicht in den Listen aufgeführte Schiffstypen liefern die Listen des englischen Verbandes (Portsmouth Yardstick der RYA) oder das in Skandinavien verbreitete Lingdö-Yardstick-System LYS.
Exaktere Ergebnisse liefern Vergütungsfaktoren nach ORC oder International Measuring System (IMS), die aber komplizierter als die Yardstickzahl ermittelt werden und regelmäßige, teilweise kostspielige Vermessungen bedingen.
Starten alle Boote zur gleichen Zeit, wird die Platzierung am Ende mit Hilfe der Yardstickzahlen ermittelt. Eine Alternative dazu ist der Känguru-Start.

## Catstick
Für Zweirumpfboote gibt es eine gesonderte Liste mit den Catstick-Zahlen (nach engl. catamaran). Diese wurde von Klaus J. Enzmann und Normann Strack entwickelt und wird vom Deutschen Segler-Verband (DSV) als bestes System zur Auswertung gemischter Katamaranregatten empfohlen.
Das Catsticksystem kennt für jeden Bootstyp drei Catstickzahlen, für Schwach-, Mittel- und Starkwind. Die Formel ermöglicht es daher, verschiedene Windstärken während einer Wettfahrt zu berücksichtigen. Dies gilt zwar als fairer, bedeutet für den Wettfahrtleiter aber auch mehr Aufwand für die Berechnung.